# Ichneumon vaginatorius
Ichneumon vaginatorius là một loài tò vò trong họ Ichneumonidae.